# Aradus brunnicornis
Aradus brunnicornis är en insektsart som beskrevs av Willis Blatchley 1926. Aradus brunnicornis ingår i släktet Aradus och familjen barkskinnbaggar. Inga underarter finns listade i Catalogue of Life.